# Farley Granger
Farley Earle Granger II (* 1. Juli 1925 in San Jose, Kalifornien; † 27. März 2011 in New York City, New York) war ein US-amerikanischer Schauspieler. Er gelangte im Hollywood der 1940er- und 1950er-Jahre zu Berühmtheit und spielte unter anderem Hauptrollen in den Hitchcock-Thrillern Cocktail für eine Leiche und Der Fremde im Zug.

## Leben
Granger wurde 1925 in Kalifornien als Sohn eines Autohändlers geboren. 1929 zwang der große Börsencrash die Familie, von San Jose nach Los Angeles zu ziehen. Schon als Schüler an der North Hollywood High School begann er, Theater zu spielen, ehe er von dem Filmproduzenten Samuel Goldwyn für den Film entdeckt wurde. Daraufhin folgte 1943 sein Leinwanddebüt in Lewis Milestones Kriegsfilm The North Star, in dem Granger neben Walter Huston und Anne Baxter in die Rolle eines russischen Halbwüchsigen schlüpfte. Ein Jahr später erhielt Granger die Rolle des Sergeant Howard Clinton in The Purple Heart, auch diesmal unter der Regie von Milestone. Von 1944 bis 1946 diente Granger in der US-Army, Ende der 1940er-Jahre stand er wieder vor der Kamera.
Im Jahr 1948 engagierte Alfred Hitchcock Granger für die Rolle des Pianisten und Mörders Phillip Morgan in Cocktail für eine Leiche neben John Dall und James Stewart. Im gleichen Jahr drehte Granger an der Seite von David Niven und Teresa Wright das Melodram Betrogene Jugend. Grangers erste Hauptrolle folgte in Nicholas Rays Film noir Sie leben bei Nacht, in dem er neben Cathy O’Donnell einen etwas naiven, von der Polizei gejagten Gefängnisausbrecher spielte. Mit seinen Rollen als feinfühliger, schwermütiger junger Held sagte man ihm eine erfolgreiche Hollywood-Karriere voraus. Mit Der Fremde im Zug folgte 1951 eine weitere Zusammenarbeit mit Hitchcock, bei der seine Figur sich eines Mordverdachts erwehren muss. Trotz dieser teilweise großen Erfolge nahm bald darauf das Interesse der Hollywood-Studios an Granger ab, wobei auch ein Vertragsstreit mit seinem Entdecker Samuel Goldwyn sowie seine Ablehnung einer damals für homo- oder bisexuelle Stars üblichen Scheinehe entscheidende Faktoren waren.
Im Jahr 1954 ging Granger deshalb nach Italien und war in der männlichen Hauptrolle eines österreichischen Offiziers unter der Regie Luchino Viscontis in dem romantischen Historiendrama Sehnsucht neben Alida Valli zu sehen. Nach Ende der Dreharbeiten kehrte er wieder in die USA zurück, konzentrierte sich ab dieser Zeit aber vor allem auf seine Bühnenkarriere und trat häufig im Fernsehen auf. 1959 debütierte er mit dem Musical First Impressions am Broadway. In den 1960ern war er Mitglied von Eva Le Galliennes National Repertory Company. Dort spielte er Rollen wie die des Konstantin Treplev in Tschechows Die Möwe (1964), des John Proctor in Arthur Millers Hexenjagd (1964) und Tom Wingfield in Tennessee Williams’ Die Glasmenagerie (1965). Einer seiner größten Erfolge war 1986 der Gewinn des Off-Broadway-Theaterpreises Obie für die Produktion von Lanford Wilsons Tally & Son. Auf die Kinoleinwand kehrte er nur noch in unregelmäßigen Zeitabständen zurück, wobei hier vor allem einige prägnante Rollen im italienischen Kino der 1970er-Jahre zu nennen sind. Unter anderem verkörperte er den Gegenspieler von Bud Spencer und Terence Hill in der Westernkomödie Die rechte und die linke Hand des Teufels (1970).
In Anerkennung seines Wirkens im amerikanischen Fernsehen wurde Granger mit einem Stern auf dem Hollywood Walk of Fame geehrt. 2007 erschien seine Autobiografie Include Me Out, in der er sich als bisexuell outete. Außerdem bekannte er sich zu Liaisons unter anderem mit Ava Gardner und Leonard Bernstein sowie zu langjährigen Beziehungen mit Shelley Winters und seinem Lebenspartner, dem Produzenten Robert Calhoun, der 2008 starb.

## Filmografie (Auswahl)
- 1943: The North Star
- 1944: The Purple Heart
- 1948: Cocktail für eine Leiche (Rope)
- 1948: Sie leben bei Nacht (They Live by Night)
- 1948: Betrogene Jugend (Enchantment)
- 1949: Entscheidung am Fluß (Roseanna McCoy)
- 1949: Side Street
- 1950: Auf des Schicksals Schneide (Edge of Doom)
- 1950: Unser eigenes Ich (Our Very Own)
- 1951: Der Fremde im Zug (Strangers on a Train)
- 1951: Gangster unter sich (Behave Yourself!)
- 1951: Im Sturm der Zeit (I Want You)
- 1952: Fünf Perlen (O. Henry’s Full House)
- 1952: Hans Christian Andersen und die Tänzerin (Hans Christian Andersen)
- 1953: Small Town Girl
- 1953: War es die große Liebe? (The Story of Three Loves)
- 1954: Sehnsucht (Senso)
- 1955: Nackte Straßen (The Naked Street)
- 1955: Das Mädchen auf der Samtschaukel (The Girl in the Red Velvet Swing)
- 1961: The Heiress (Fernsehfilm)
- 1967: Der Chef (Ironside) (Fernsehserie, eine Folge)
- 1967: Mini-Max (Get Smart) (Fernsehserie, eine Folge)
- 1970: Die rechte und die linke Hand des Teufels (Lo chiamavano Trinità)
- 1972: Haus der tödlichen Sünden (Alla ricerca del piacere)
- 1972: Schön, nackt und liebestoll (Rivelazioni di un maniaco sessuale al capo della squadra mobile)
- 1973: Der Mann aus El Paso (Un hombre llamado Noon)
- 1973: Die Schlange (Le serpent)
- 1974: Der Tod trägt schwarzes Leder (La polizia chiede aiuto)
- 1974: Triangel (La moglie giovane)
- 1980,1984: Love Boat (Fernsehserie, zwei Folgen)
- 1981: Forke des Todes (The Prowler)
- 1986: Imagemaker – Im Zentrum der Macht (The Imagemaker)
- 1990: Mord ist ihr Hobby (Murder, She Wrote) (Fernsehserie, eine Folge)
- 1995: The Celluloid Closet – Gefangen in der Traumfabrik (The Celluloid Closet) (Dokumentarfilm)
- 2001: The Next Big Thing

## Auszeichnungen
- 1977: Nominierung für den Daytime Emmy als bester Darsteller in einer täglichen Drama-Serie für Liebe, Lüge, Leidenschaft
- 1986: Obie Award als bester Nebendarsteller für Tally & Son